# Baztán (comarca)
La Comarca de Baztán (Baztanaldea en euskera) es una comarca y una subzona (según la Zonificación Navarra 2000) de la Comunidad Foral de Navarra (España), perteneciente a la zona de Noroeste. Esta comarca está formada por 3 municipios (Baztán, Urdax y Zugarramurdi) y forma parte de la Merindad de Pamplona.

## Geografía física

### Situación
La comarca se encuentra situada en la parte norte de la Comunidad Foral de Navarra. Geográficamente se encuentra en la región geográfica de la Montaña de Navarra, la zona geográfica de Navarra Húmeda del Nordeste y la comarca geográfica de los Valles Cantábricos.
La comarca tiene 390 km² de superficie y limita al norte y este con el departamento de Pirineos Atlánticos en Francia, al sur con las comarcas de Auñamendi y Ultzamaldea y al oeste con las de Alto Bidasoa y Cinco Villas.

### Relieve e hidrografía

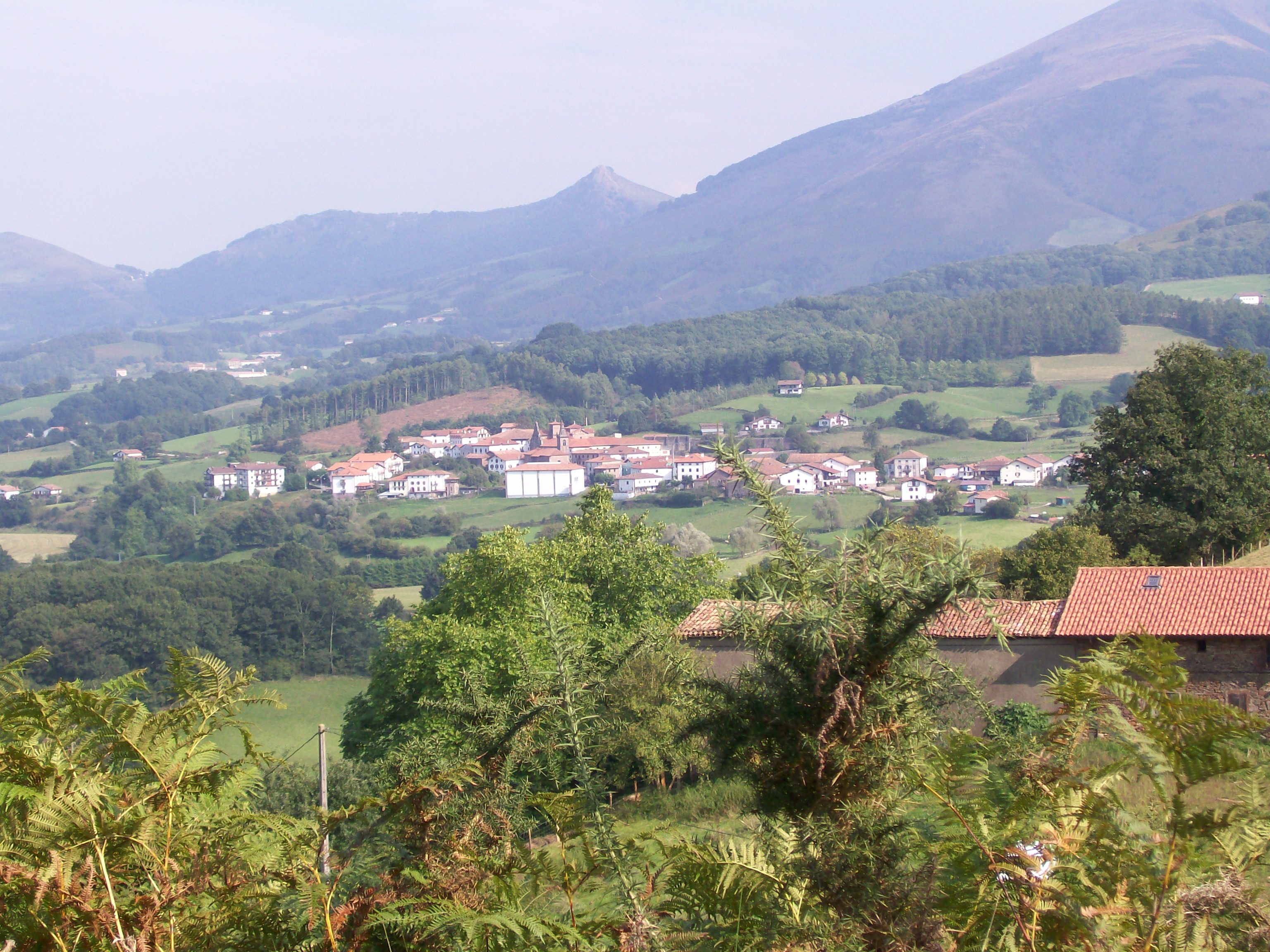
Vista general de Arizcun.

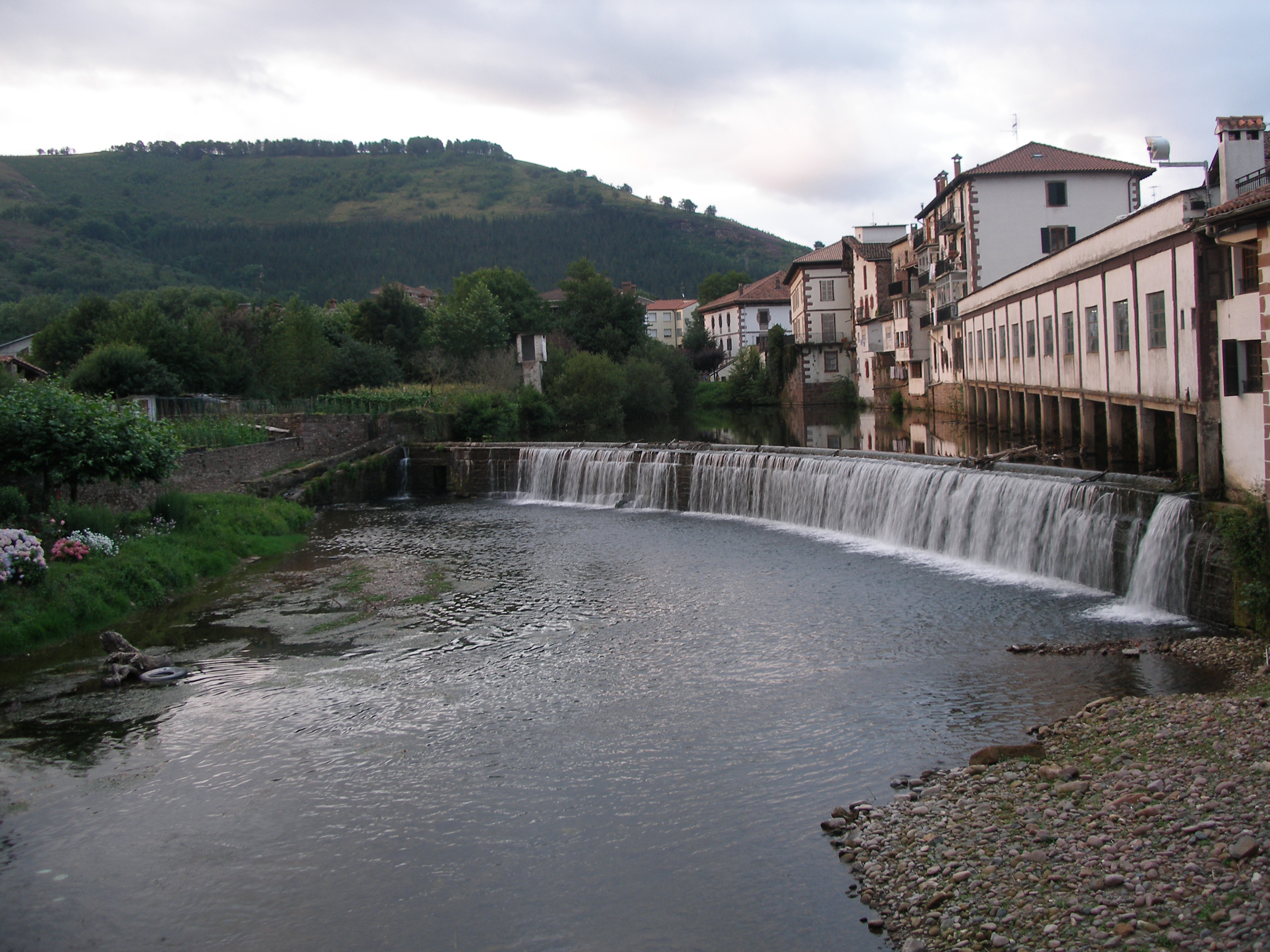
Río Baztán a su paso por Elizondo.

#### Relieve
La parte principal del valle forma una depresión abierta desde el puerto de Velate al de Otsondo con forma de cubeta cuyo fondo tiene una altitud de entre 150 y 200 m s. n. m., la cual se encuentra rodeada por un círculo de montañas de importante altitud: Legate (870 m s. n. m.) y Alkurrutz (933 m s. n. m.) por el oeste, Gorramendi (1081 m s. n. m.) por el noreste, Autza (1306 m s. n. m.) y Peña Alba (1075 m s. n. m.) por el este y sureste y Abartán (1099 m s. n. m.) y, más allá, Gartzaga (1296 m s. n. m.) y Sayoa (1459 m s. n. m.) por el sur.

#### Hidrografía
El río principal que discurre por el valle es el río Bidasoa denominado Baztanzubi desde su nacimiento y hasta que se junta con el río Aranea y río Baztán hasta su arribada en Oronoz-Mugaire. Nace en el término de Erratzu, exactamente en Xorroxin, debajo del monte de Auza en Izpegui, en la unión de las regatas Izpegui e Iztauzanzubi. En su recorrido por el valle recibe multitud arroyos y regatas como Orabildea, Urrizate o Bearzu.

### Geología
La depresión del valle es de tipo estructural y erosiva. La erosión la ha ahondado aprovechando que su suelo está formada principalmente por arcillas y margas correspondientes al Triásico Superior y de ofitas, intensamente alteradas en el Periodo Terciario y transformadas en una masa de color amarillento o marrón rojizo.
Entre los montes que rodean la depresión están Sayoa y Autza que conservan huellas de una glaciación correspondiente al Periodo Cuaternario y al noroeste y suroeste de ésta se encuentran los macizos paleozoicos de Cinco Villas y Quinto Real principalmente esquistosos, de cumbres suaves y valles fluviales encajonados, que tienen en su periferia restos de la cobertura detrítica permo-triásica (areniscas y conglomerados de color rojizo) modelada por la erosión en crestas enérgicas. Una pequeña parte del valle situada al Norte, pertenece al corredor de Vera-Ainhoa, excavado por el flysch margocalcáreo del Cretácico Superior.

### Clima

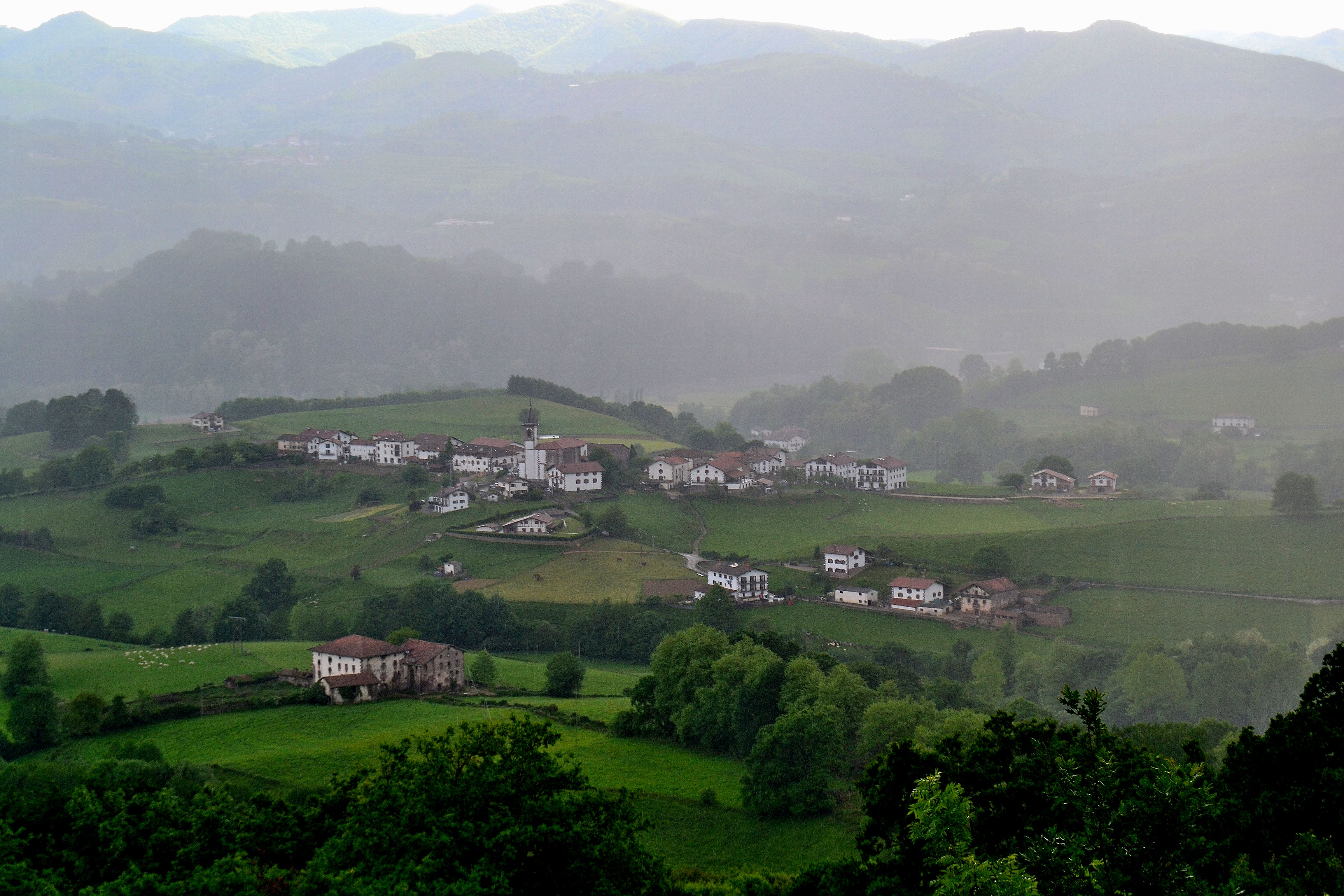
Vista general de la localidad de Lecároz.

El clima de la zona es de tipo templado-atlántico y se caracteriza por tener unas las precipitaciones abundantes y regulares, la debilidad de las amplitudes térmicas y la ausencia de aridez. 
Las temperaturas media anual oscila entre los 10º y 15 °C, al año se registran entre 1.400 y 2.200 mm de precipitaciones, produciéndose entre 160 y 190 días lluviosos y la evapotranspiración potencial oscila entre 550 y 770 mm. Estos valores varían según la cota de altitud.
La estación metorológica manual de Arizcun situada a una altitud de 261 m s. n. m. ha registrado en el periodo 1976-2009 los siguientes valores.
| Valores climatológicos del observatorio de Arizcun 1976-2009 | Valores climatológicos del observatorio de Arizcun 1976-2009 | Valores climatológicos del observatorio de Arizcun 1976-2009 | Valores climatológicos del observatorio de Arizcun 1976-2009 | Valores climatológicos del observatorio de Arizcun 1976-2009 | Valores climatológicos del observatorio de Arizcun 1976-2009 | Valores climatológicos del observatorio de Arizcun 1976-2009 | Valores climatológicos del observatorio de Arizcun 1976-2009 | Valores climatológicos del observatorio de Arizcun 1976-2009 | Valores climatológicos del observatorio de Arizcun 1976-2009 | Valores climatológicos del observatorio de Arizcun 1976-2009 | Valores climatológicos del observatorio de Arizcun 1976-2009 | Valores climatológicos del observatorio de Arizcun 1976-2009 | Valores climatológicos del observatorio de Arizcun 1976-2009 |
| ------------------------------------------------------------ | ------------------------------------------------------------ | ------------------------------------------------------------ | ------------------------------------------------------------ | ------------------------------------------------------------ | ------------------------------------------------------------ | ------------------------------------------------------------ | ------------------------------------------------------------ | ------------------------------------------------------------ | ------------------------------------------------------------ | ------------------------------------------------------------ | ------------------------------------------------------------ | ------------------------------------------------------------ | ------------------------------------------------------------ |
|                                                              | Ene                                                          | Feb                                                          | Mar                                                          | Abr                                                          | May                                                          | Jun                                                          | Jul                                                          | Ago                                                          | Sep                                                          | Oct                                                          | Nov                                                          | Dic                                                          | Año                                                          |
| Temperatura media (°C)                                       | 6,4                                                          | 7,3                                                          | 9,4                                                          | 10,5                                                         | 14,2                                                         | 17,1                                                         | 19,5                                                         | 20,0                                                         | 17,6                                                         | 14,2                                                         | 9,6                                                          | 7.6                                                          | 12.8                                                         |
| Temperatura máxima media (°C)                                | 11,2                                                         | 12,4                                                         | 15,1                                                         | 16,0                                                         | 20,0                                                         | 22,8                                                         | 25,4                                                         | 26,0                                                         | 24,1                                                         | 19,9                                                         | 14,9                                                         | 12,5                                                         | 18,4                                                         |
| Temperatura mínima media (°C)                                | 1,7                                                          | 2,2                                                          | 3,8                                                          | 4,9                                                          | 8,4                                                          | 11,4                                                         | 13,6                                                         | 14,0                                                         | 11,0                                                         | 8,5                                                          | 4,4                                                          | 2,8                                                          | 7,2                                                          |
| Precipitación (mm)                                           | 223,5                                                        | 191,0                                                        | 187,7                                                        | 211,3                                                        | 171,7                                                        | 103,2                                                        | 102,1                                                        | 103,3                                                        | 128,2                                                        | 178,9                                                        | 216,4                                                        | 229,1                                                        | 2046,3                                                       |

### Flora y fauna

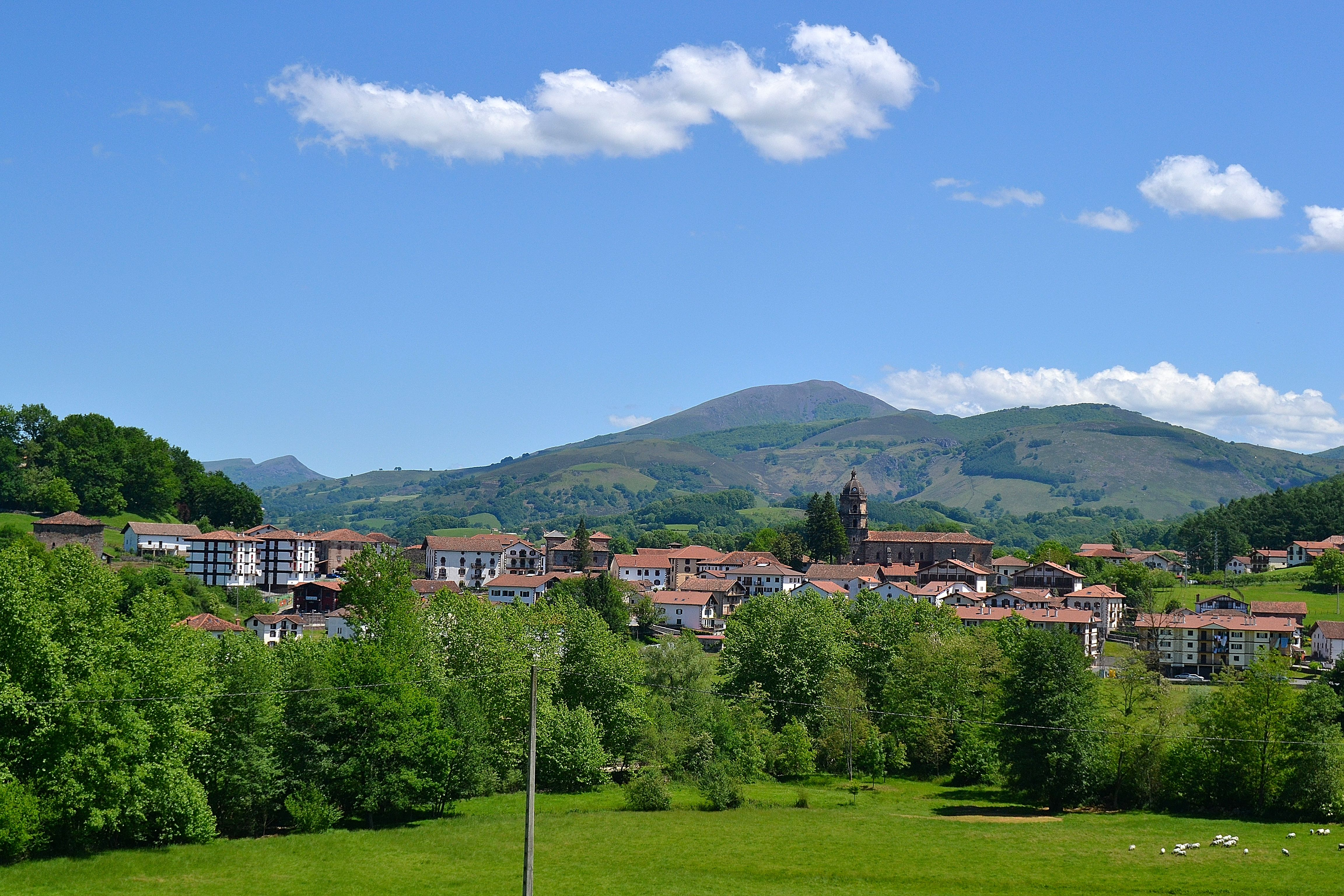
Vista general de la localidad de Irurita.

#### Flora
La vegetación natural pertenece a la provincia atlántica de la región euro-siberiana. Antes de la acción antrópica, que ha sido intensa sus montañas estarían principalmente cubiertas por hayas, sus partes bajas por robles y en la zonas intermedias por castaños princiapalmente junto con otras especias arbóreas caducifolias, como fresnos y avellanos.
La especie arbórea más abundante en la actualidad (2011) es el haya (Fagus sylvatica) la cual ocupa una extensión aproximada de 7.500 ha y es seguida con gran diferencia por el roble (Quercus robur) y el castaño (Castanea). Unas 2.100 ha de arbolado (3/4 del total) son de repoblación formada principalmente por pino insigne, roble americano (Quercus rubra) y alerce del Japón. En los alrededores de los ríos, se encuentran alisos (Alnus glutinosa), sauces, chopos y fresnos.

#### Fauna
Entre los mamíferos que habita el valle se pueden encontrar: zorros, jabalíes, ciervos, corzos, ardillas, y como curiosidad se puede destacar la presencia de coipus, un mamífero originario de Sudamérica, que se asentó hace unos pocos años en las orillas del río Baztan procedente de una granja francesa.

## Municipios
La Comarca de Baztán está formada por 3 municipios, que se listan a continuación con los datos de población, superficie y densidad correspondientes al año 2017 según el INE. 
| Municipio    | Población | Superficie | Densidad |
| ------------ | --------- | ---------- | -------- |
| Baztán       | 7736      | 373,55     | 20.71    |
| Urdax        | 394       | 7,75       | 50.84    |
| Zugarramurdi | 232       | 5,46       | 42.49    |